# دنیس لاسن
دنیس لاسن (انگلیسی: Denis Lawson؛ زادهٔ ۲۷ سپتامبر ۱۹۴۷) بازیگر و کارگردان فیلم اهل اسکاتلند است. وی از سال ۱۹۶۹ میلادی تاکنون مشغول فعالیت بوده‌است.
از فیلم‌ها یا برنامه‌های تلویزیونی که وی در آن نقش داشته است، می‌توان به ترفندهای نو، جنگ ستارگان، امپراتوری ضربه می‌زند، بازگشت جدای، قهرمان محلی، پراویدنس، مردی با ماسک آهنین، شکسته و زنجیر اشاره کرد.